# التعلم القائم على الحدائق
تشمل التعلم القائم على الحدائق (بالإنجليزية: Garden-based learning)‏ البرامج والأنشطة والمشاريع التي تستخدم الحديقة كأساس للتعلم المتكامل، داخل التخصصات وخارجها، من خلال تجارب ملموسة ومشاركة وحقيقية تتعلق بالأشخاص، سواء كانوا أطفالًا أو شبابًا أو بالغين أو مجتمعات، في بيئة تعلم خارجية غير رسمية. ويعد التعلم القائم على الحدائق استراتيجية تعليمية تستخدم الحديقة كأداة تعليمية.

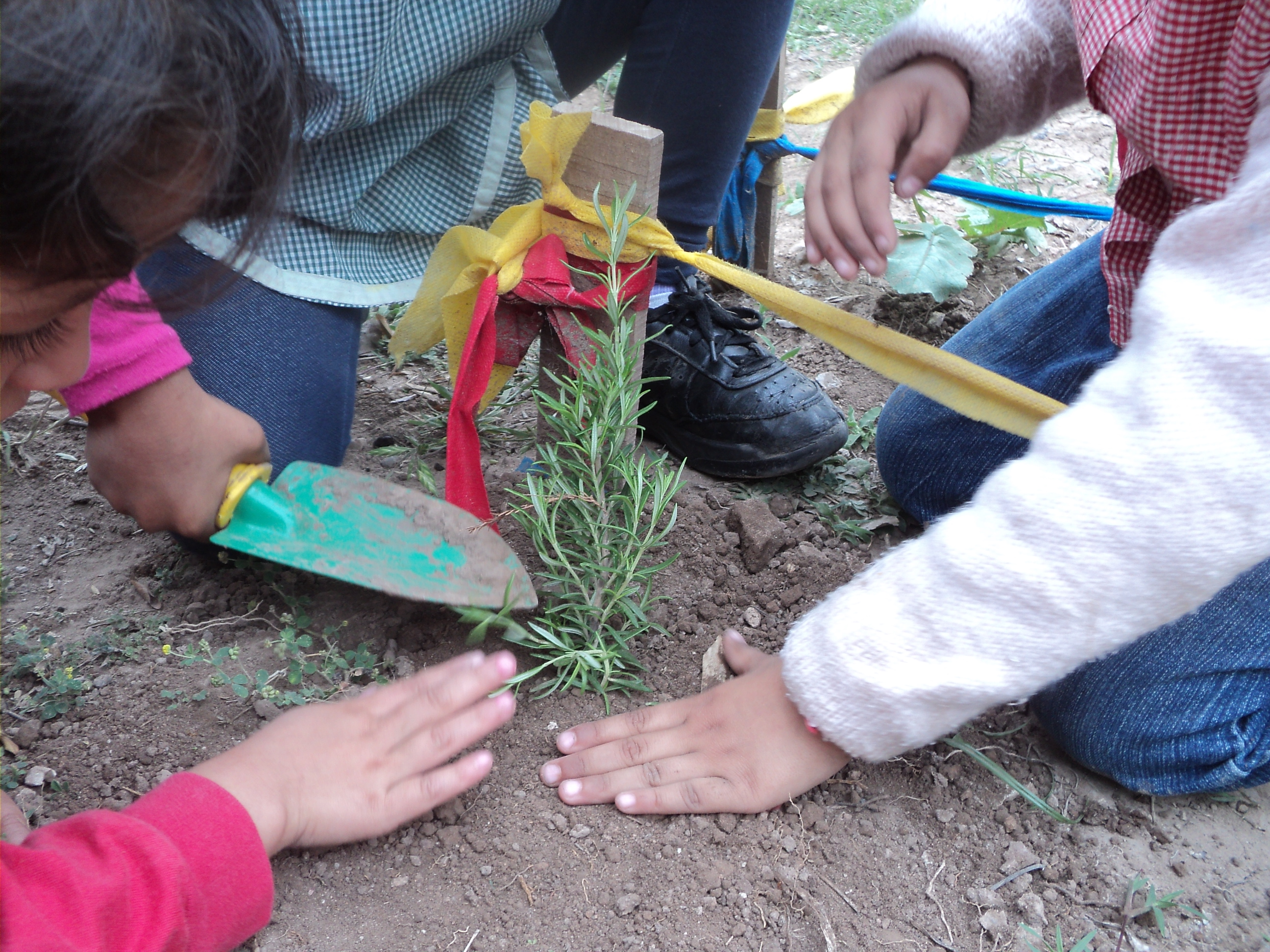
مجموعة من الأطفال يزرعون إكليل الجبل في حديقة.

تعد ممارسة التعلم القائم على الحدائق ظاهرة عالمية متزايدة، وتشهد انتشارًا كبيرًا في الولايات المتحدة والمملكة المتحدة وأستراليا. وفي عام 2010، أفادت الجمعية الوطنية للبستنة في الولايات المتحدة بوجود أكثر من 3,000 حديقة مدرسية في الولايات المتحدة وحدها.
في بعض الأماكن، تُستخدم استراتيجيات التعلم القائمة على الحدائق بالكامل كمنهج تعليمي لموضوعات متعددة وفي حالات أخرى تدعم أو تثري المناهج الدراسية. ييمكن للتعلم القائم على الحدائق أن يساهم في جميع جوانب التعليم الأساسي على مستويات متفاوتة اعتمادًا على الطالب واستمرارية برنامج التعلم القائم على الحدائق. وتشمل فوائد التعليم الأساسي العديد من الجوانب، بما في ذلك ولكن لا تقتصر على المهارات الأكاديمية، والتنمية الشخصية، والتنمية الاجتماعية، والتنمية الأخلاقية، والمهارات المهنية أو المعيشية، ومهارات الحياة.

## فوائد التعلم القائم على الحدائق بين الأطفال والشباب
يعتبر مصممو المناظر الطبيعية والمعلمون وغيرهم أن الحدائق المدرسية والمجتمعية من أبرز الاتجاهات الإيجابية في البلاد اليوم. يمكن أن تعزز هذه البيئات التنور العلمي والمهارات الاجتماعية، مع تعزيز الوعي بالصلة بين النباتات في المناظر الطبيعية والغذاء والملبس والمأوى والرفاهية.
توفر مشاريع الحدائق للأطفال والشباب فرصة استكشاف العالم الطبيعي بحرية وبلا قيود، وهو ما يحدث نادرًا في عصرنا الحالي الذي يميل للحياة داخل المنازل؛ كما يمكن للشباب أن يتاح لهم فرصة تنمية مجموعة واسعة من المهارات الأكاديمية والاجتماعية.
تشمل الفوائد الملحوظة لبرامج التعلم القائمة على الحدائق بين الشباب زيادة الوعي بالتغذية والوعي البيئي، وتحقيق إنجازات تعليمية أعلى، وزيادة المهارات الحياتية.

### زيادة الوعي الغذائي
تشير الأبحاث إلى أن الشباب الذين يشاركون في برامج التعلم القائمة على الحدائق يزيدون استهلاكهم للفواكه والخضروات الطازجة ويكتسبون حماسًا جديدًا للخضروات الطازجة والمغذية التي يزرعونها. ويعود ذلك إلى الفعل الجسدي للطلاب في زراعة الفواكه والخضروات الخاصة بهم، مما يمنحهم الملكية ويجعلهم أكثر مشاركة في تعلمهم. يمكن للطلاب بعد ذلك أن يتعلموا عن القيم الغذائية للأطعمة والطرق المتعددة لإعداد منتجاتهم بطرق صحية لتعزيز وعيهم بالقضايا الصحية. وهذان المثالان على الأنشطة الجسدية للتعلم هما ما يحفز اختيارات تناول الطعام الأكثر صحة داخل وخارج إعدادات المدرسة.

#### صحة الطالب

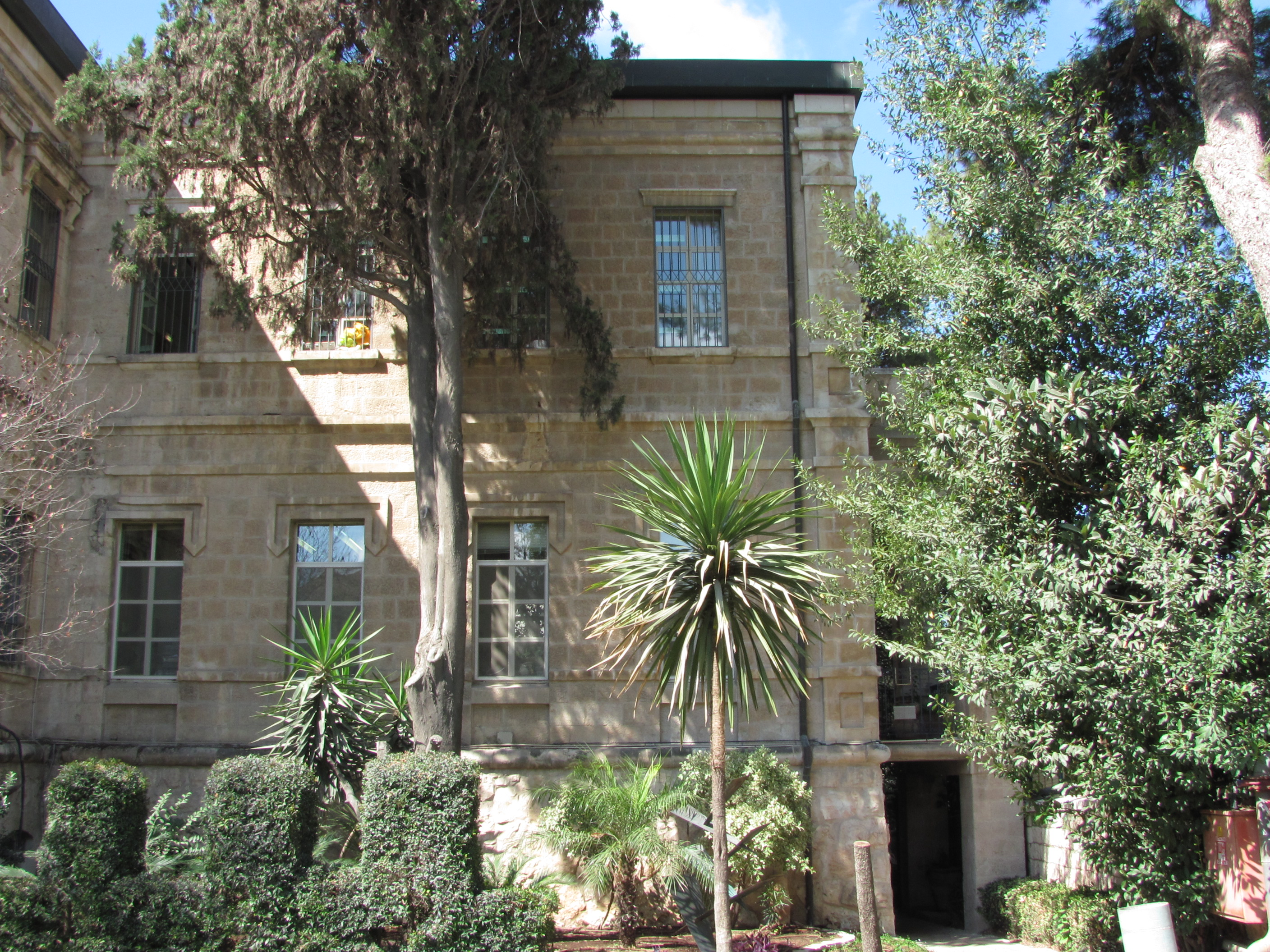
صورة للحديقة في مستشفى ماير روثشيلد، الذي تأسس على شارع 37 في شارع الأنبياء في القدس عام 1888.

يعتبر المعلمون أيضًا أن الحديقة فعالة جدًا في تعزيز الأداء الأكاديمي والنشاط البدني وفنون اللغة وعادات الأكل الصحية. تحاول التعلم القائم على الحدائق مكافحة السمنة من خلال تعريف الطلاب على الأطعمة الصحية وتوفير فرص للتعلم التجريبي في الخارج. قد يساعد تدخل الحدائق في المدارس أيضًا في تحسين صحة الأطفال للسبب البسيط الذي يتلقى الطلاب فيه 20٪ أو أكثر من تناولهم اليومي من الطعام من المدرسة اعتمادًا على خلفياتهم الاقتصادية؛ حيث تعتمد الأسر ذات الدخل المنخفض على وجبات الغداء المدرسية بشكل أكبر من غيرهم.
أفاد الطلاب والمعلمون أيضًا بأن استخدام برامج التعلم القائمة على الحدائق يقلل من التوتر. يمكن أن يؤدي تقليل التوتر إلى زيادة الصحة العقلية وتعزيز جهاز المناعة. يعني جهاز المناعة المعزز أن الجسم البشري أقوى ويشفي بكفاءة أكبر. ويمكن أن يساعد هذا المنهج في علاج المرضى الذين يتعافون من جميع الأمراض والجروح والأمراض الأخرى. ويعد المستشفيات ومرافق الرعاية الأولية مكانًا مثاليًا لدمج التعلم القائم على الحدائق.

### زيادة الوعي البيئي
تشير الأبحاث إلى أن طلاب المدارس الثانوية يكتسبون مواقف إيجابية أكثر تجاه القضايا البيئية بعد المشاركة في برنامج حديقة المدرسة. كما أظهرت الأبحاث أن الزراعة تزيد من درجات طلاب المدارس الابتدائية في استطلاعات المواقف البيئية.
تتضمن استطلاعات المواقف البيئية عادة بيانات مثل تلك الموضحة أدناه، وتتيح فرصة تصنيف تلك البيانات بدرجة تتراوح بين 1 و5 (أوافق تمامًا، أوافق، محايد، لا أوافق، لا أوافق تمامًا)، وتختلف البيانات في التعقيد اعتمادًا على المستوى الدراسي.
- أنا قلق بشأن الحيوانات التي تنقرض.
- محاولة حماية البيئة هي مسؤوليتي.
- جئت للمدرسة يوم السبت لأزرع الزهور.

لوحظ تحسن في الوعي البيئي والمواقف تجاه البيئة، خاصة في المدارس الحضرية حيث تكون برامج التعلم القائمة على الحدائق في المدارس هي بعض من الأوقات القليلة التي يمكن لهؤلاء الطلاب الاتصال بالخارج بعيدًا عن شوارع المدينة.

### إنجازات التعلم العالي
تشير الدراسات إلى أن الطلاب الذين شاركوا في أنشطة الحدائق المدرسية حصلوا على درجات أعلى بشكل كبير في اختبارات الإنجاز العلمي مقارنةً بالطلاب الذين لم يشاركوا في أي نشاط تعليمي قائم على الحدائق. كما أشارت الأبحاث الأخرى إلى أن استخدام الأنشطة المتعلقة بالحدائق والأنشطة الصفية المتعلقة بذلك مرة في الأسبوع يساعد على تحسين درجات اختبارات الإنجاز العلمي. يرتبط التفسير وراء هذه التحسينات بالتعلم الشامل والمتكامل والعملي والمشاركة والتجريبي الذي يشكل جميعه جوانب التعليم القائم على الحدائق. بعبارة أخرى، فإن مشاركة الطلاب في الصف تزيد لأنهم يحفزون من داخلهم بتجارب "العالم الحقيقي" في بيئة أكثر غير رسمية من الصف الدراسي. ومع ذلك، من المهم ملاحظة أن مدى تحسن الطلاب يختلف لأن كل طالب يتعلم بطريقة مختلفة ويمتلك أساليب تعلم مفضلة تعمل بشكل أفضل بالنسبة لهم.

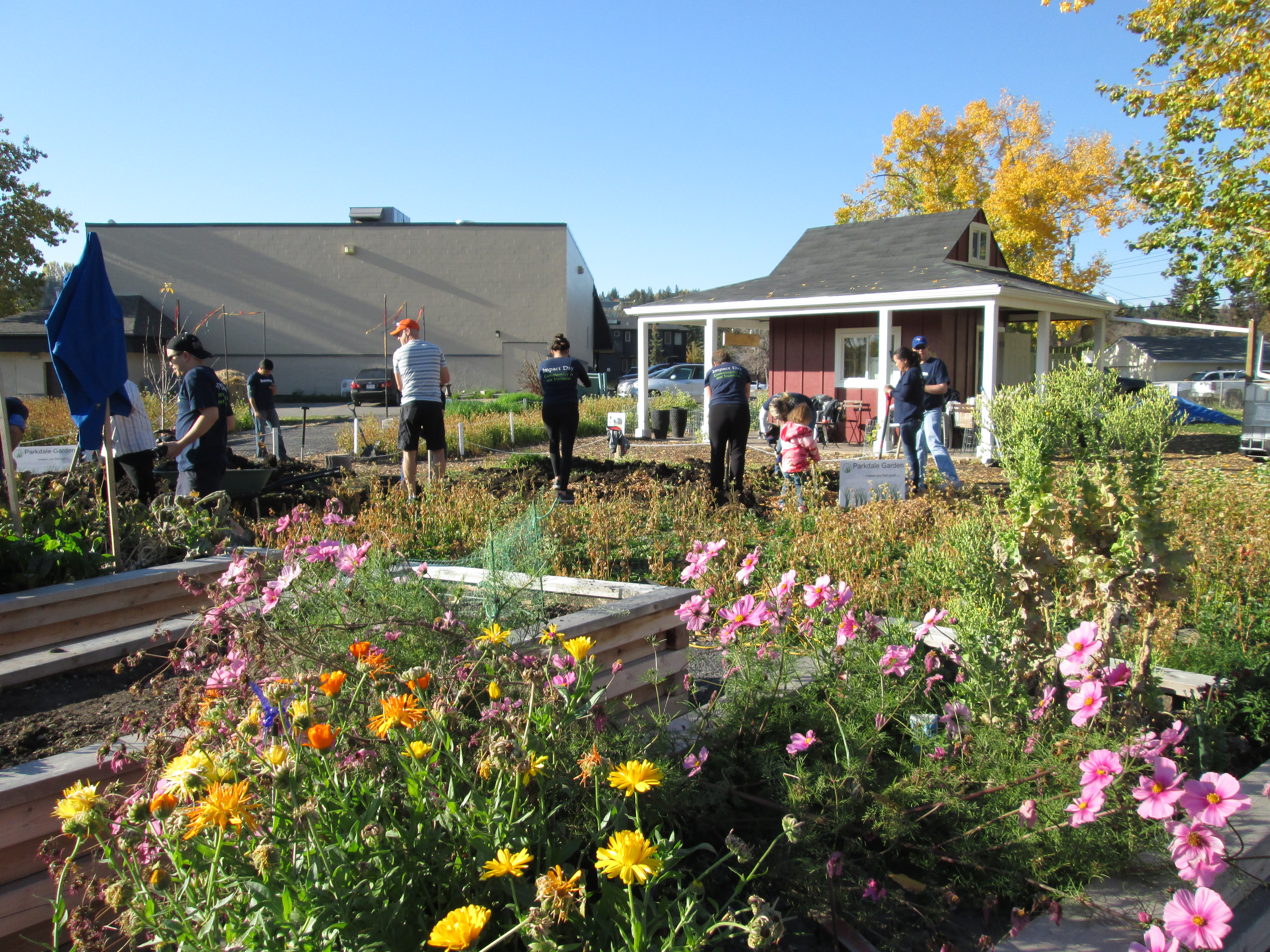
يوم تطوعي في حديقة حي باركديل.

### زيادة المهارات الحياتية
أبرزت الأبحاث العديد من التحسينات في المهارات الحياتية التي يمكن أن يرجع الفضل فيها إلى برامج الحدائق للأطفال. تتضمن هذه المهارات: تعزيز التربية الأخلاقية، زيادة التقدير للطبيعة، زيادة المسؤولية، وتنمية الصبر، وزيادة المهارات العلاقية، وزيادة التقدير الذاتي، وتساعد الطلاب على تطوير شعور بالملكية والمسؤولية، وتساعد على تعزيز العلاقات مع أفراد الأسرة والأقران والمجتمع.

### زيادة تعليم المعوقين
أظهرت الأبحاث أن التعلم القائم على الحدائق يمكن أن يساعد في تحسين جوانب مهمة من التعلم للأشخاص ذوي الاحتياجات الخاصة. يستخدم التعلم القائم على الحدائق مع طلاب التعليم الخاص لتحسين الذاكرة والمهارات الحركية. بعض الطلاب ذوي الإعاقات لا يستطيعون التعلم في الخارج، ولكن التعلم القائم على الحدائق في الداخل له نفس التأثير كما لو كان في الخارج. استخدمت المشاريع العملية مثل التعلم القائم على الحدائق للوصول إلى مستوى تعليمي أعلى لبعض الطلاب ذوي الإعاقات أو الذين يتلقون التعليم الخاص.

## مفاتيح برامج التعلم الناجحة القائمة على الحدائق
تشير الدراسات إلى أن الأطفال يستفيدون من برامج التعلم القائم على الحدائق. ويمكن أن تشمل هذه المزايا نمو القيادة، والمشاركة المجتمعية، والتعليم الطوعي الذي يمكن أن يؤدي إلى زيادة تنمية الطفل. تعتبر البرامج المبحوثة فعالة أكثر عندما يعمل الشخص عبر العملية بأكملها لفهم كيف يعمل كل شيء بالترتيب الصحيح. وتشمل الأوامر المشاركة في هذا التعليم من البداية إلى النهاية التخطيط والتصميم والتطبيق والمراجعة.
بعض ميّزات برامج التعلم القائمة على الحدائق التي تنمي الصفات الإيجابية عند الشباب
- تركيز إيجابي
- يُسمح للأطفال "بالقيادة" في بعض الجوانب خلال العملية.
- السلوك الاستباقي
- المسؤولية
- توافر البرنامج
- يعطي وجهة نظر مختلفة عن التعليم / الأكاديميين أو الحياة نفسها
- المشاركة
- التواصل

## الاستخدامات الأساسية للتعلم القائم على الحديقة

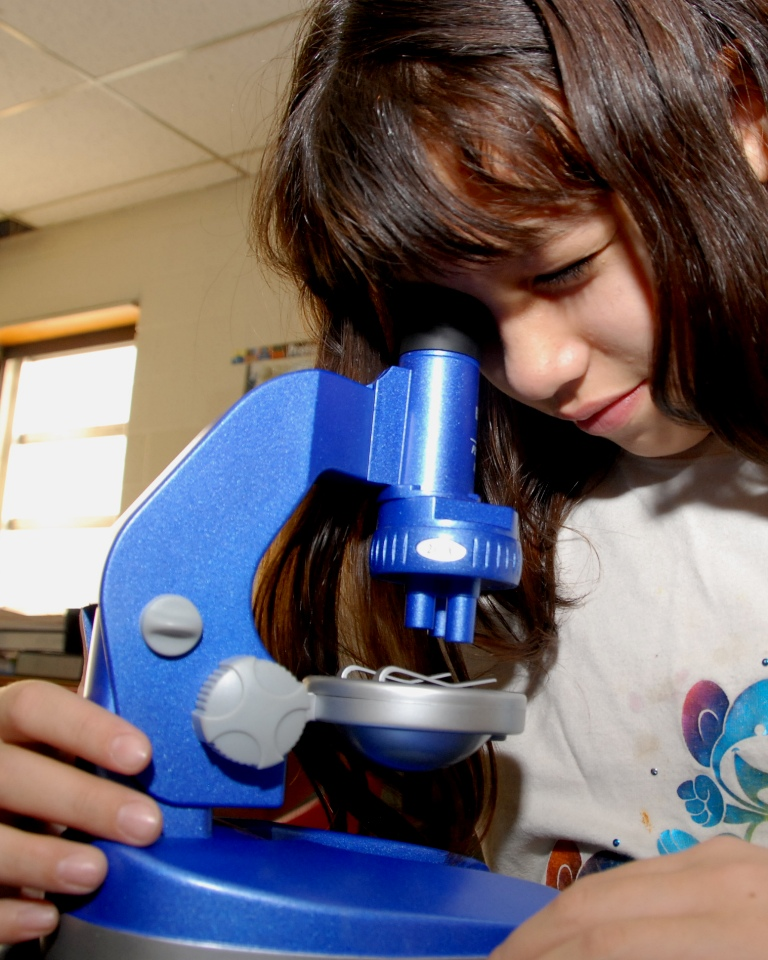
هنا، ربما تقوم هذه الفتاة بفحص حياة النباتات لتعزيز معرفتها العلمية العامة ومهاراتها.

### استخدامات التعليم الأساسي
مهارات أكاديمية
- لدعم التدريب الأكاديمي الأساسي، لا سيما في العلوم والرياضيات - تدريب عملي على الخبرات
- إثراء المناهج الأساسية في فنون اللغة من خلال إدخال مناظر تعليمية جديدة
- لدعم التعليم القائم على المعايير في البلدان ذات معايير التعليم الوطنية أو الإقليمية
- تعليم بيولوجيا الحياة النباتية وكيفية عملها

التنمية الشخصية (العقلية والجسدية)
- لإضفاء الشعور بالإثارة والمغامرة والتأثير العاطفي والتقدير الجمالي للتعلم
- لتحسين التغذية والنظام الغذائي والصحة العامة
- لتعليم فن وعلم الطبخ بالمنتجات الطازجة من الحديقة أو المزارع المحلية
- لإعادة تأسيس طبيعة الوجبة المشتركة

التنمية الاجتماعية والأخلاقية
- لتعليم التنمية المستدامة
- لتعليم محو الأمية البيئية و/ أو التربية البيئية
- لتعليم فرحة وكرامة العمل
- لتعليم احترام الملكية العامة والخاصة

المهارات المهنية و/ أو الحياتية
- لتعليم المهارات الأساسية والكفاءات المهنية
- لإنتاج الغذاء والسلع الأخرى من أجل الاستهلاك والتجارة المعيشية
- لإنتاج محاصيل من أجل الغذاء والمأوى[11]

المهارات الحياتية
- لتعليم إنتاج الغذاء والألياف في الحديقة
- لإشراك الأطفال في خدمة المجتمع والرعاية البيئية
- لإشراك الطلاب في دروس القيادة واتخاذ القرار
- لإشراك الطلاب في المواقف المفيدة الطوعية
- لتحسين حل المشكلات
- لتحسين التفكير النقدي

### ما بعد التعليم الأساسي
إلى جانب استخدامات التعليم الأساسي، يمكن استخدام الحدائق لأغراض أخرى أيضًا.
تطوير المجتمع
- غالبًا ما تعمل الحدائق كنقطة محورية للحوار المجتمعي وبناء القدرات والشراكات من خلال مساحة حديقة مجتمعية مشتركة.
- غالبًا ما تنظم الحدائق الأفراد للعمل - لتوصيل المياه والتعاونيات والنقل

أمن غذائي
- يمكن أن تعالج الحدائق الجوع على مستوى الفرد والأسرة والمجتمع من خلال التخطيط والنمو والمشاركة
- يمكن أن تكون الحدائق نقطة البداية لتدريس السياسة الغذائية وتطويرها

تنمية مستدامة
- الحدائق ساحة مناسبة لتعريف الأطفال بالترابطات التي تربط الطبيعة بالنظم الاقتصادية والمجتمع

التعليم المهني
- تمثل الحدائق نموذجًا تاريخيًا ومعاصرًا لتطوير المهارات المهنية في الزراعة وإدارة الموارد الطبيعية والعلوم

تجميل ساحات المدرسة الخضراء.
- توفر الحدائق استراتيجيات إنتاجية عملية لتحويل أراضي المدرسة الخصبة إلى مراكز تعليمية جذابة ومنتجة من خلال عملية التخضير
- تجعل الأنشطة العملية في الفصول الدراسية الخارجية التعلم أكثر إثارة للاهتمام مع إظهار الفوائد الأخرى مثل تقليل التغيب ومشاكل الانضباط
- يمكن أن تزيد من نمو الدماغ المعرفي[14]

## العلاقة بين الإنسان والطبيعة
لقد تبين أن الأطفال يقضون وقتًا أقل في الهواء الطلق مع اختراع التكنولوجيا الجديدة. وقد لوحظ تأثير هذه الاتجاه على الجوانب التعليمية والاجتماعية للشباب. ولقد لوحظ أن قضاء المزيد من الوقت في الهواء الطلق يحسن درجات الاختبار والتركيز العام. يعتبر وجود مناطق خضراء مهمًا لزيادة اهتمام الطالب بالطبيعة ومساعدتهم على فهمها بشكل أفضل بالمقارنة مع التعلم في الصف الدراسي. وقد درس وثبت أن الطلاب يتعلمون بشكل أفضل عندما يتعلمون بالممارسة. في الوقت نفسه، يبدأ المعلمون والآباء والأمهات في الإدراك المتزايد لإمكانية التعليم من خلال الطبيعة. يوصى بإعطاء الأطفال ساعة واحدة من اللعب في الهواء الطلق لكل ساعة في الداخل. توفر الطبيعة مجموعة واسعة من المواد للإبداع بين البشر. إنه خيار الإنسان استخدام تلك المواد أو عدم استخدامها، ولكن استخدام تلك المواد سيؤدي إلى فائدة في التعليم.

## مقالات ذات صلة
- حدائق المدارس الحقيقية [الإنجليزية]